# Jean-Loup Dabadie
Jean-Loup Dabadie, född 27 september 1938 i Paris, död 24 maj 2020 i Paris, var en fransk romanförfattare, journalist, dramatiker, manusförfattare och sångtextförfattare. 
Han växte upp i Grenoble och studerade vid Paris universitet. Hans första romaner gavs ut när han var 20 och 21 år gammal. Uppmärksamheten för dessa gav honom ett tillräckligt kontaktnät för att bli journalist. År 1967 hade hans pjäs La Famille écarlate premiär och sedan dess kunde han arbeta som författare på heltid. Som filmmanusförfattare är han bland annat känd för sina samarbeten med regissören Claude Sautet på 1970-talet. Han valdes in i Franska akademien 2008 och efterträdde Pierre Moinot på stol 19.